# ورزشگاه یادگار امام (تبریز)
ورزشگاه یادگار امامِ تبریز سومین ورزشگاه بزرگ فوتبال ایران با گنجایش ۷٠ هزار نفر است. این ورزشگاه میزبان بازی های خانگی تیم فوتبال تراکتور تبریز است. ساخت این ورزشگاه که در دهکدهٔ المپیک تبریز قرار دارد، در سال ۱۳۶۸ آغاز و در سال ۱۳۷۵ گشایش یافته است.

## گنجایش
بر پایهٔ آمار ارائه شده از سوی هیئت فوتبال آذربایجان‌شرقی به فدراسیون فوتبال ایران، تعداد دقیق صندلی‌های نصب شده در این ورزشگاه ۶۷.۰۰۰ صندلی است که آمار دقیق آن به تفکیک، به شرح زیر است:
| موقعیت                        | رنگ صندلی‌ها | تعداد صندلی‌ها |
| ضلع غربی (جایگاه ویژه)        | سفید        | ۹٬۰۰۰         |
| ضلع غربی (جایگاه ویژه)        | توسی        | ۴٬۰۰۰         |
| ضلع شرقی (روبروی جایگاه ویژه) | سفید        | ۱۴٬۰۰۰        |
| ضلع جنوبی (زیر اسکوربرد)      | سبز         | ۱۷٬۰۰۰        |
| ضلع شمالی                     | زرد         | ۹٬۰۰۰         |
| مجموع طبقه اول                |             | ۵۳٬۰۰۰        |

| موقعیت                        | رنگ صندلی‌ها | تعداد صندلی‌ها |
| ضلع غربی (جایگاه ویژه)        | سفید        | ۳٬۰۰۰         |
| ضلع غربی (جایگاه ویژه)        | زرد         | ۵٬۰۰۰         |
| ضلع شرقی (روبروی جایگاه ویژه) | سفید        | ۴٬۰۰۰         |
| ضلع شرقی (روبروی جایگاه ویژه) | زرد         | ۵٬۰۰۰         |
| مجموع طبقه دوم                |             | ۱۷٬۰۰۰        |

این ورزشگاه طبق ارزیابی‌های انجام گرفته توسط کنفدراسیون فوتبال آسیا، موفق به دریافت درجهٔ A شده‌است.

## طرح معماری
طراح این ورزشگاه موفق به دریافت جایزهٔ بین‌المللی ای‌اف‌سی شده‌است؛ همچنین بعدها ورزشگاهی واقع در شهر هیروشیمای ژاپن با طرحی مشابه این استادیوم ساخته شد.
طراحی ورزشگاه یادگار امام در سال ۱۳۶۴ صورت گرفته و کلنگ‌زنی و مراحل اجرائی آن از سال ۱۳۶۷ آغاز شد.
محل این ورزشگاه در دره کوچکی قرار دارد. با توجه به وضعیت زمین با روش ساخت نوین در ساخت اماکن ورزشی، طبقهٔ اوّل سکوی تماشاگران این ورزشگاه فاقد ستون بوده و بر روی صخره و کوه ساخته‌شده. تنها یک ورزشگاه دیگر در دنیا با این ویژگی ساخته شده‌است.

## نورافکن‌ها
چندین‌بار در هنگام برگزاری مسابقات رسمی در این ورزشگاه قطع برق و خاموش شدن نورافکن‌ها باعث توقف جریان بازی‌ها شده یا برخی از بازی‌ها نیمه‌تمام ماندند.
پیش از این میزان روشنائی نورافکن‌های ورزشگاه ۶۰۰ لوکس بود که مسئولان ورزشگاه به‌منظور آماده‌سازی آن برای میزبانی مسابقات لیگ قهرمانان آسیا با توافق با یک شرکت بین‌المللی و الگوبرداری از ورزشگاه‌های میزبان جام جهانی در آفریقای‌جنوبی، میزان روشنائی آن را به ۱۵۰۰ لوکس و بالاتر از استاندارد ای‌اف‌سی (۱۲۰۰ لوکس) رسانده‌اند. بدین‌منظور برای نخستین‌بار در ایران، نورافکن‌هایی با قدرت بالا و مصرف پائین‌تر به‌نسبت نورافکن‌های پیشین در استادیوم یادگار امام تبریز نصب شده‌است.

## بهسازی
از خرداد ۱۳۹۵، عملیات بهسازی این ورزشگاه آغاز شد و سیستم گرمایش از کف و آبیاری هوشمند به همراه تأسیسات جانبی نصب شد. همچنین ابتدای امر قرار بر این بود تا چمن ۱۷ ساله ورزشگاه نیز با چمن رولی جدید ترکیه‌ای جایگزین گردد که به دلایلی نامعلوم انجام نپذیرفت. پیمانکار ایرانی همراه با ۲ شرکت آلمانی، مشاوره و اجرای آن را بر عهده داشتند. با اجرای این طرح، ورزشگاه یادگار امام تبریز به‌همراه ورزشگاه آزادی تهران تنها ورزشگاه‌های ایران می‌باشند که مجهز به سیستم هیتینگ (گرمایش از کف) هستند.
همچنین در سال ۱۴۰۱ عملیات بازسازی رختکن‌ها و در سال ۱۴۰۲ تعویض پیست تارتان انجام پذیرفت.

## تابلوهای تبلیغاتی الکترونیکی
این ورزشگاه در کنار ورزشگاه نقش جهان، دوّمین ورزشگاه پس از ورزشگاه آزادی در ایران بود که تابلوهای تبلیغاتی الکترونیکی LED در کنار زمین آن نصب شد. اما این تابلوها در آغاز فصل ۹۲–۱۳۹۱ در اقدامی ناگهانی و به دلیل اختلاف پیمانکار جدید و قبلی تبلیغات محیطی سازمان لیگ جمع‌آوری گردید.

## بلیت الکترونیکی
برای نخستین‌بار در تاریخ ورزش ایران، طرح بلیت الکترونیکی در این ورزشگاه به اجرا درآمد. تماشاگران می‌توانند بلیت بازی‌ها را از طریق اینترنت خریداری کرده و با استفاده از کارت-بلیت‌های الکترونیکی خود وارد ورزشگاه شوند.

## بازدید مسافران
با صعود دوبارهٔ باشگاه تراکتور به لیگ برتر و برگزاری بازی‌های خانگی این تیم در ورزشگاه یادگار امام شهر تبریز، این استادیوم به شهرت فراوانی در نزد مردم ایران دست یافته‌است. از این‌رو بسیاری از مسافران و گردش‌گران با ورود به کلان‌شهر تبریز در کنار بازدید از اماکن دیدنی این شهر، از ورزشگاه یادگار امام تبریز نیز دیدن می‌نمایند.

## بازی‌های بین‌المللی
| تاریخ         | تیم ۱ | نتیجه | تیم ۲ | دور     |
| ------------- | ----- | ----- | ----- | ------- |
| ۲۱ آوریل ۱۹۹۷ | ایران | ۳–۰   | کنیا  | دوستانه |

## نگارخانه

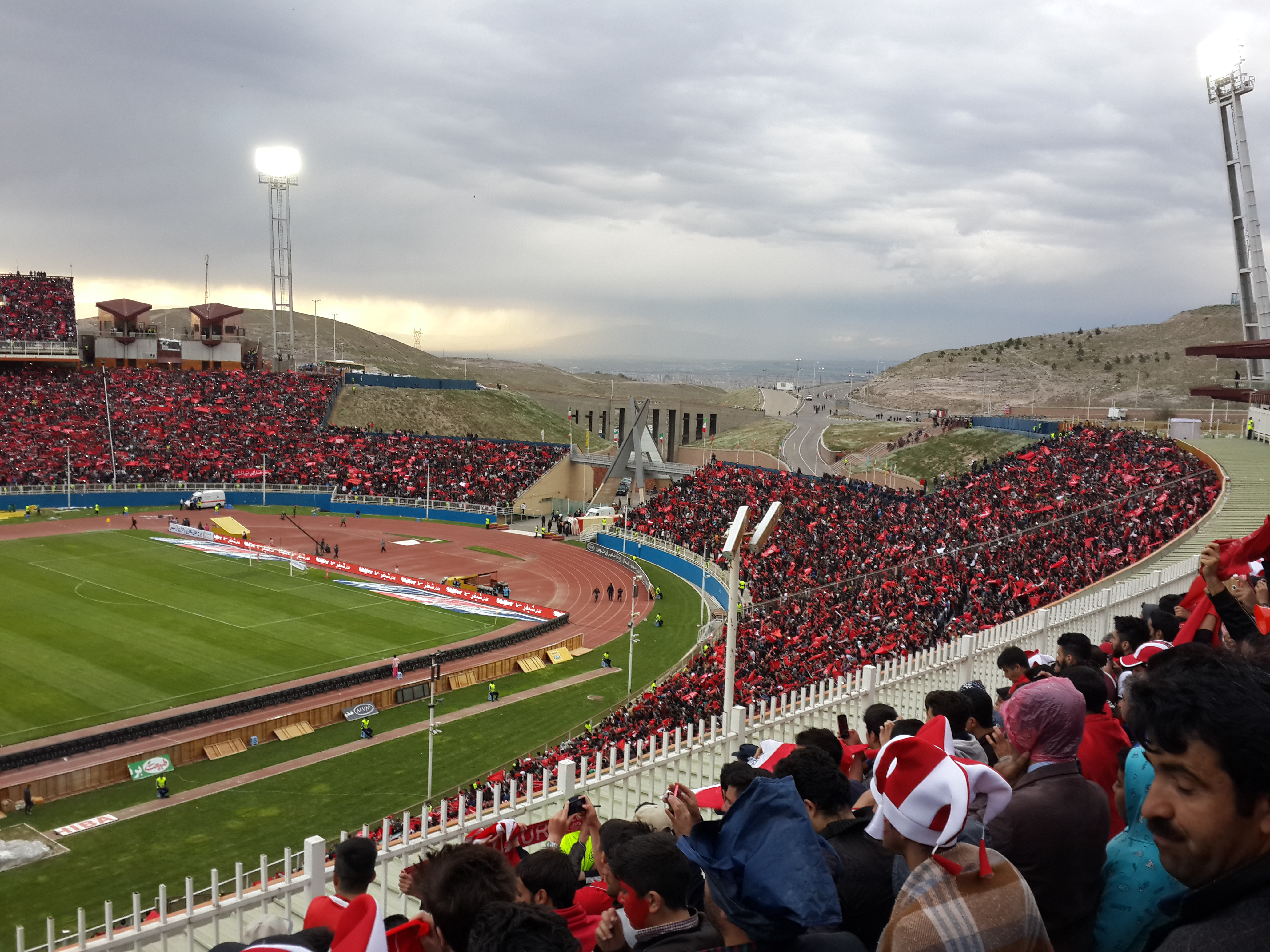
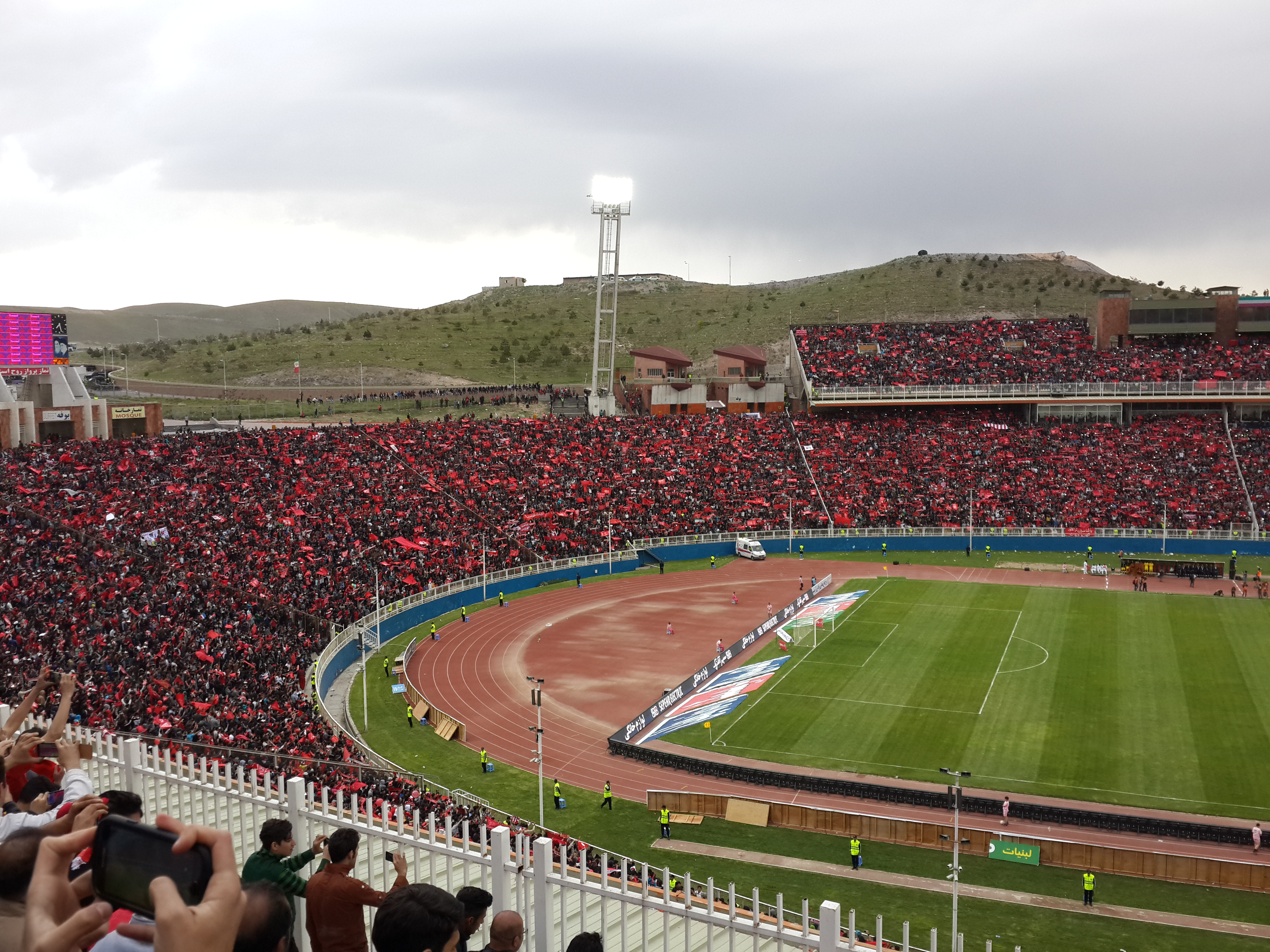
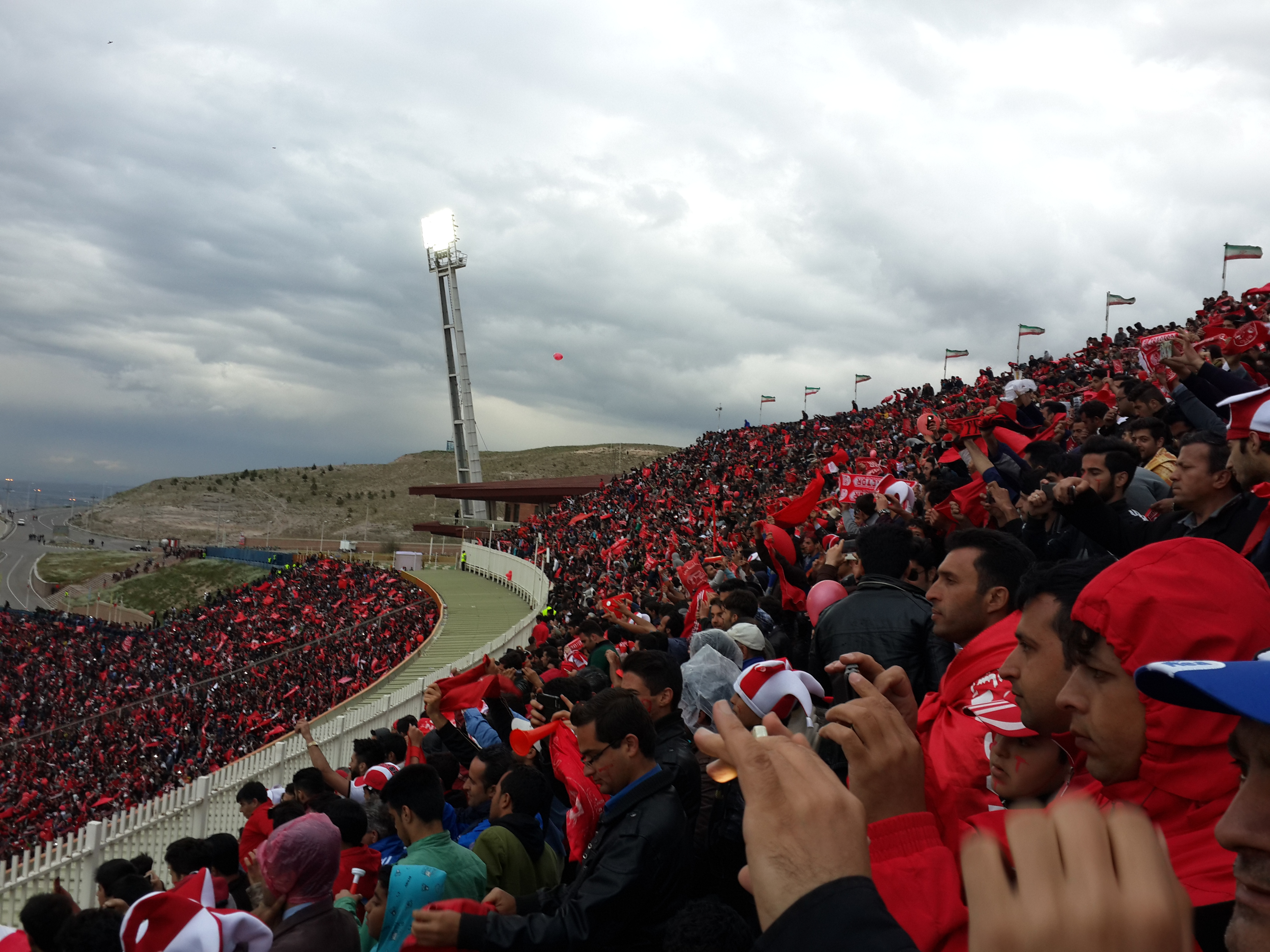
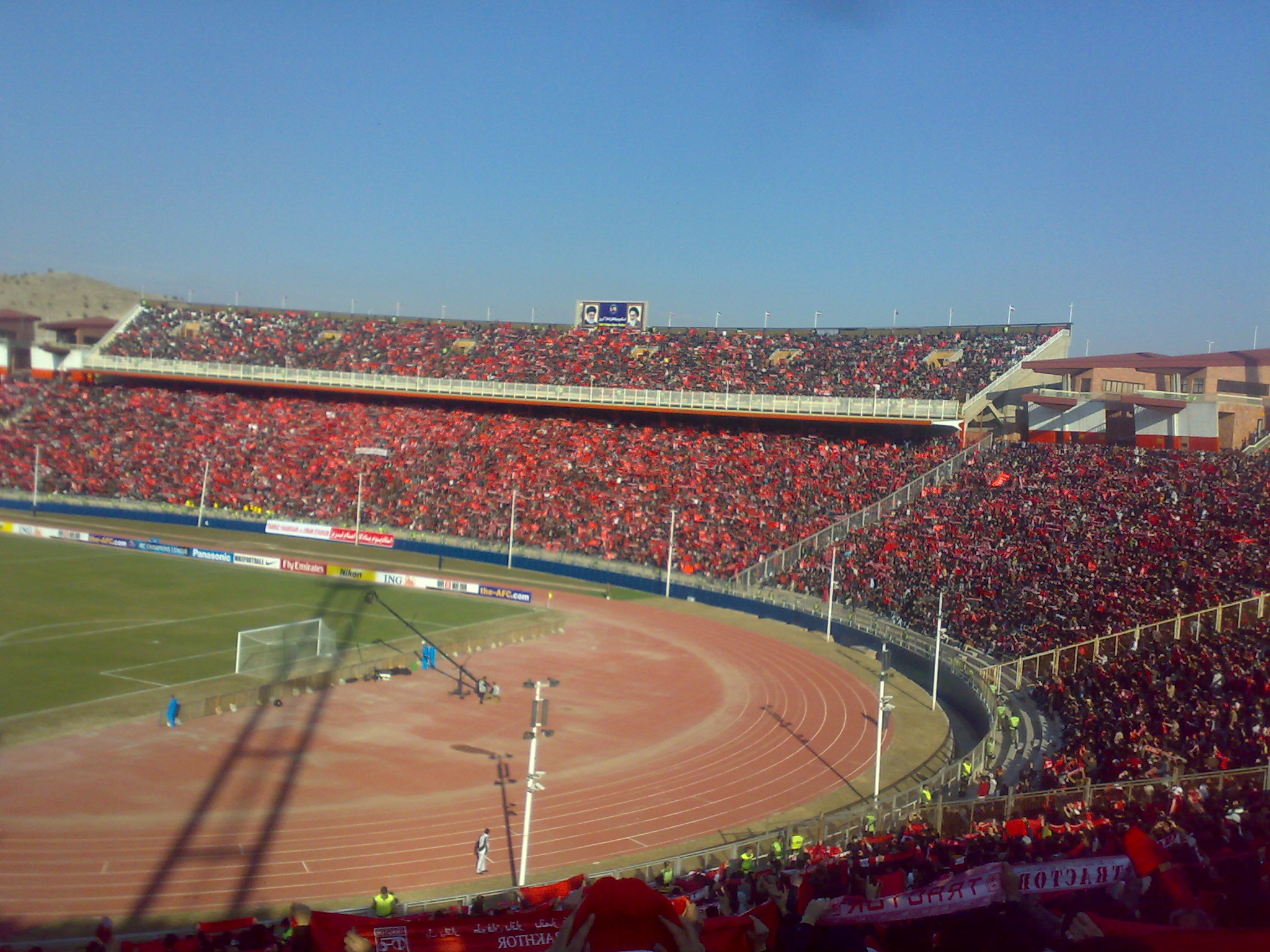

- فیلم حواشی بعد از بازی تراکتورسازی و نفت.